# 朱安㴦
崇善恭順王朱安㴦（1471年—1516年），明朝周藩第一代崇善王，周惠王朱同的庶第六子。

## 生平
朱安㴦初封鎮國將軍。弘治二年（1489年）九月，進封崇善王。弘治三年（1490年）十一月，獲給歲祿一千石，米鈔中半兼支。
正德十一年（1516年）十二月，朱安㴦去世，享年四十六歲，諡號恭順。六年後，庶長子朱睦槤襲爵。

## 家庭

### 妾
- 謝氏（1476年8月31日—1547年6月16日），弘治壬子（1492年）正月入宮，嘉靖壬寅（1542年）十二月，誥封崇善恭順王夫人[5]

### 子孫
- 庶長子：崇善端懿王朱睦槤
- 庶第二子：鎮國將軍朱睦樺，弘治十二年（1499年）十二月賜名[6]
- 庶第三子：鎮國將軍朱睦棤，弘治十二年（1499年）十二月賜名[6]
- 庶第四子：鎮國將軍朱睦校，弘治十二年（1499年）十二月賜名[6]，生母謝氏，早卒[5]
- 庶第五子：鎮國將軍朱睦杞[7]
- 庶子：鎮國將軍朱睦櫂，生母謝氏，早卒[5]
- 庶子：鎮國將軍朱睦櫭，生母謝氏[5]
- 孫：輔國將軍朱勤煡[5]
- 孫：輔國將軍朱勤𤆑[5]
- 孫：輔國將軍朱勤烸[5]
- 孫：輔國將軍朱勤𭵭[5]
- 孫：輔國將軍朱勤烘[5]
- 孫：輔國將軍朱勤鶖[5]

### 女
- 夏縣縣主，生母謝氏[5]